# Film utan namn
Film utan namn (tyska: Film ohne Titel) är en tysk komedifilm från 1948 i regi av Rudolf Jugert, med Hildegard Knef, Hans Söhnker, Erich Ponto, Willy Fritsch och Irene von Meyendorff i huvudrollerna. Den handlar om en filminspelning och filmskaparnas kval kring vilken form den tyska filmen bör anta under efterkrigstiden, efter att expressionismen har blivit föråldrad och diverse berättargrepp blivit förknippade med NS-regimen och därmed känsliga. De spelar in en enkel kärlekshistoria i flera olika stilar för att pröva sig fram.
Film utan namn spelades in i Dannenberg an der Elbe från 15 september till 8 november 1947. Den hade tysk premiär 23 januari 1948. Den tävlade vid Internationella filmfestivalen i Locarno 1948 där Knef vann priset för bästa kvinnliga huvudroll. I Sverige släpptes den 17 mars 1949.

## Medverkande
- Hans Söhnker som Martin Delius
- Hildegard Knef som Christine Fleming
- Irene von Meyendorff som Angelika Rösch
- Willy Fritsch som skådespelare
- Fritz Odemar som författare
- Peter Hamel som regissör
- Erich Ponto som herr Schichtholz
- Carsta Löck som fru Schichtholz
- Annemarie Holtz som Viktoria Luise Winkler
- Margarete Haagen som hushållerskan Emma
- Werner Finck som Hubert